# کو دیفانس
کو دیفانس (انگلیسی: Cœur Défense) ساختمان اداری ۴۰ طبقه مستقر در لا دفانس است، که در سال ۲۰۰۱ احداث گردید.